# Henry B. Payne
Henry B. Payne, född 30 november 1810 i Madison County, New York, död 9 september 1896 i Cleveland, Ohio, var en amerikansk demokratisk politiker. Han representerade delstaten Ohio i båda kamrarna av USA:s kongress, först i representanthuset 1875-1877 och sedan i senaten 1885-1891.
Payne studerade juridik och inledde sin karriär som advokat i Cleveland. Han grundade Cleveland and Columbus Railroad och var elektor för Lewis Cass i presidentvalet i USA 1848. Han var ledamot av delstatens senat 1849-1851. Han förlorade guvernörsvalet i Ohio 1857 mot Salmon P. Chase.
Payne blev invald i representanthuset i kongressvalet 1874. Han kandiderade två år senare utan framgång till omval.
Payne försökte bli nominerad till demokraternas presidentkandidat i presidentval 1880 och 1884 men båda kampanjerna misslyckades. 1880 nominerade demokraterna Winfield Scott Hancock och fyra år senare Grover Cleveland. Payne efterträdde 1885 George H. Pendleton som senator för Ohio. Han efterträddes sex år senare av Calvin S. Brice.
Paynes grav finns på Lake View Cemetery i Cleveland.